# Villanova del Sillaro
Villanova del Sillaro – miejscowość i gmina we Włoszech, w regionie Lombardia, w prowincji Lodi.
Według danych na rok 2004 gminę zamieszkiwało 1316 osób, 101,2 os./km².